# مالی کالتای
مالی کالتای (به لاتین: Maly Kaltay) یک منطقهٔ مسکونی در روسیه است که در سرزمین آلتای واقع شده‌است.

## موقعیت جغرافیایی
Maly Kaltay در حدود ۴۲ کیلومتری غرب مرکز بخش، یعنی شهر زالِسوو (Zalesovo)، قرار دارد.  نزدیک‌ترین روستای همجوار آن، چریوموشکینو (Cheryomushkino) است.